# الحجاج (بيجي)
الحُجّاج قرية في شرق قضاء بيجي في محافظة صلاح الدين وسط شمال العراق، وهي في مقاطعة زراعية رقمها 13 اسمها مقاطعة الحُجّاج والجيسات، مساحتها 30 كيلومتراً مربعاً ونصفاً، تعادل 12214 دونماً عراقياً، حدودها شمالاً مقاطعة الحياصية والزوية (البوجواري) وشرقاً نهر دجلة وجنوباً مقاطعة البو طعمة، وغرباً محطة بيجي ومقاطعة الحصى والكوز. قرية الحجاج لها مجلس بلدي اُستحدث يوم 1 كانون الثاني سنة 1981. موقع الحجاج ذو محاصيل زراعية جيدة، في حوض طموي محصور بين نهر دجلة شرقاً، وسلسلة مرتفعات متصلة تُسمى الخرنينة، وفي هضاب الخرنينة مُخلّفات أثرية، منها بقايا بنايات مندرسة ومغارات كانت مَقارَّ للصيادين في العصر الحجري.

## بلدة ريشا
قال إبراهيم الناصري في كتابه (مدن وقرى داثر في بلاد ما بين النهرين) "بلدة ريشا قرية آرامية معروفة..اسمها مشتق من كلمة ريش التي تعني رئيس..بقيت عامرة حتى العصر العباسي الثاني..أما موقعها اليوم لا يعدو عندي إلا أن يكون الخَرِبة المعروفة ب(قلعة رياش)..أما اليوم فهي مقبرة لسكان قرية الحجاج من قضاء بيجي".